# Daméraucourt
Daméraucourt ist eine französische Gemeinde mit 200 Einwohnern (Stand 1. Januar 2022) im Département Oise in der Region Hauts-de-France. Die Gemeinde liegt im Arrondissement Beauvais und ist Teil der Communauté de communes de la Picardie Verte und des Kantons Grandvilliers.

## Geographie
Die von dem Tal Vallèe des Puits (mit Abfluss zu den Évoissons) durchzogene Gemeinde liegt an der Grenze zur Gemeinde Hescamps (Département Somme) rund fünf Kilometer nördlich von Grandvilliers. Zu Daméraucourt gehört das isoliert gelegene Gehöft Ferme du Quesnoy.

## Einwohner
| 1962 | 1968 | 1975 | 1982 | 1990 | 1999 | 2006 | 2011 |
| ---- | ---- | ---- | ---- | ---- | ---- | ---- | ---- |
| 220  | 203  | 163  | 171  | 186  | 166  | 200  | 227  |

## Verwaltung
Bürgermeister (maire) ist seit 2014 Hugues Crignon.

## Sehenswürdigkeiten
- Kirche Saint-Denis
- zwei Kapellen
- Kriegerdenkmal